# NGC 265
NGC 265 est un amas ouvert dans le Petit Nuage de Magellan (PNM) situé dans la constellation du Toucan. NGC 265 a été découvert par l'astronome britannique John Herschel en 1834.

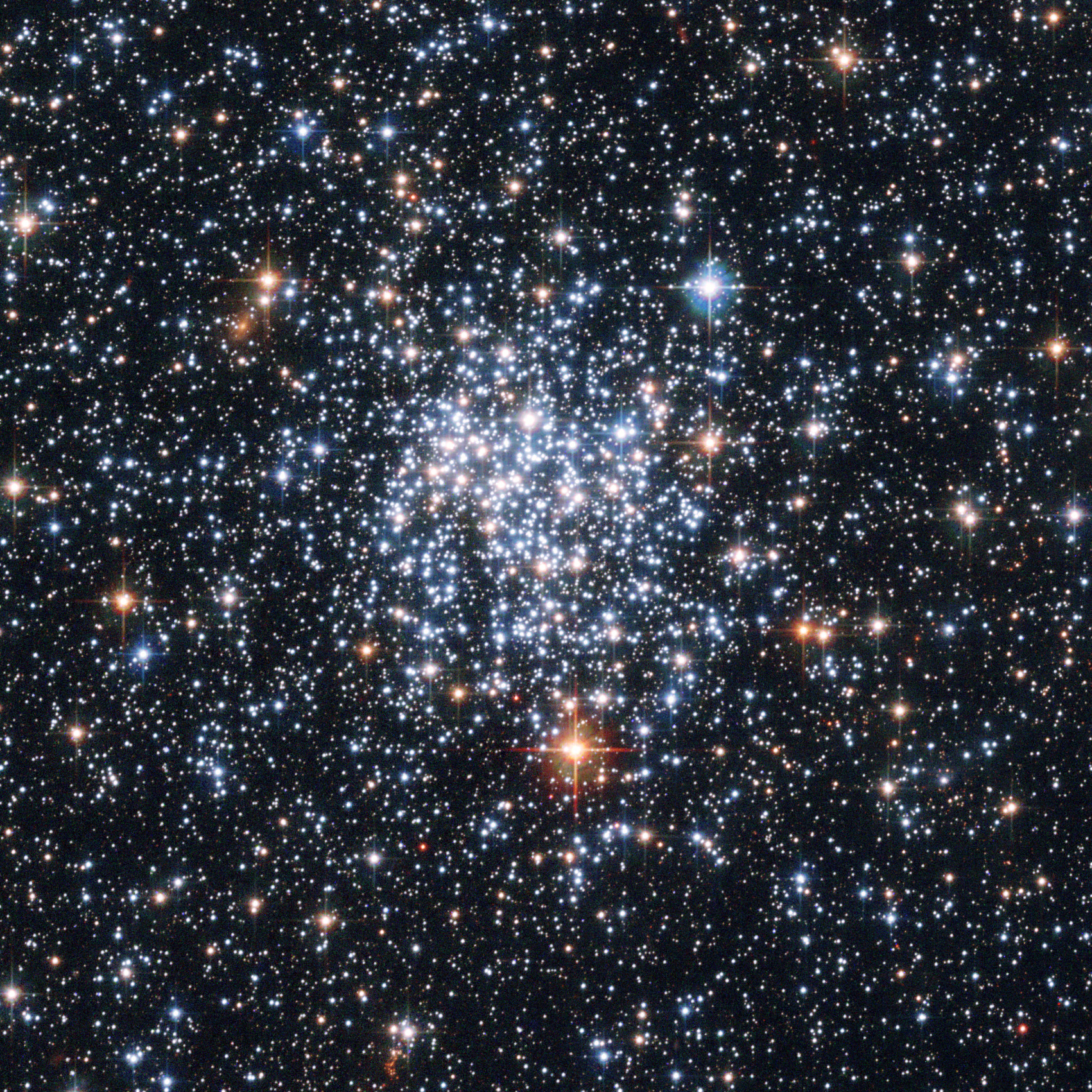
NGC 265 par le télescope spatial Hubble. (ESA and NASA Acknowledgment: E. Olszewski (University of Arizona)

NGC 265 est à peu près à la même distance de nous que le PNM, soit 199 000 années-lumière.